# BMW Sauber F1 Team
BMW Sauber was een Formule 1-team dat meedeed in de seizoenen 2006 tot en met 2009. Het team was ontstaan door het stoppen van BMW als motorleverancier voor Williams. BMW wilde daarna zelfstandig verdergaan als F1-team en heeft daarom het Zwitserse Sauber-team overgenomen. Uit respect voor het oude Sauber-team en oprichter Peter Sauber, heette het nieuwe team BMW Sauber. Het team trok zich na 2009 terug uit de Formule 1.

## Geschiedenis

##### Het begin (2006)
Voor de aanvang van het seizoen  2006 kocht BMW het team van Peter Sauber over. BMW wilde niet langer alleen motorleverancier zijn. Hierdoor hadden ze meer invloed op de resultaten en budget van de renstal.

##### Het beste resultaat (2007)
BMW Sauber had de ambitie om in  2007 enkele malen een podiumplaats te veroveren, hetgeen is gelukt en waarmee de tweede plaats in het wereldkampioenschap constructeurs is behaald. Dit was het hoogste resultaat wat ze behaalden in hun bestaan.

##### De eerste overwinning (2008)
Het dichten van het gat naar de twee topteams (Ferrari en McLaren) en het winnen van een  Grand Prix was de doelstelling voor  2008. Met twee tweede plaatsen in de eerste twee races, de eerste poleposition in de Grand Prix van Bahrein en de eerste zege ooit voor Robert Kubica en BMW Sauber in de Grand Prix van Canada is het team hierin al snel in het seizoen geslaagd. De eerste zege in Canada was extra feestelijk door de tweede plaats van Nick Heidfeld.

##### Het laatste seizoen (2009)
Aan de start van het seizoen 2009 wilde BMW de wereldtitel behalen. Door tegenvallende resultaten, en de kredietcrisis, heeft het team echter besloten om zich na het seizoen terug te trekken uit de Formule 1. BMW Sauber is hiermee het tweede team dat zich vanwege de slechte resultaten van het bovenliggende autoconcern terugtrekt, het team van Honda trok zich reeds aan het begin van het seizoen 2009 terug. Ook een derde constructeur Toyota trokt zich eind seizoen 2009 terug uit de Formule 1.
Op 27 november 2009 werd bekendgemaakt dat BMW het team heeft verkocht aan Peter Sauber. Met het terugtrekken van Toyota voor het seizoen 2010 kwam het startbewijs ineens weer een heel stuk dichter bij, en op 3 december 2009 werd Sauber bevestigd als dertiende team.

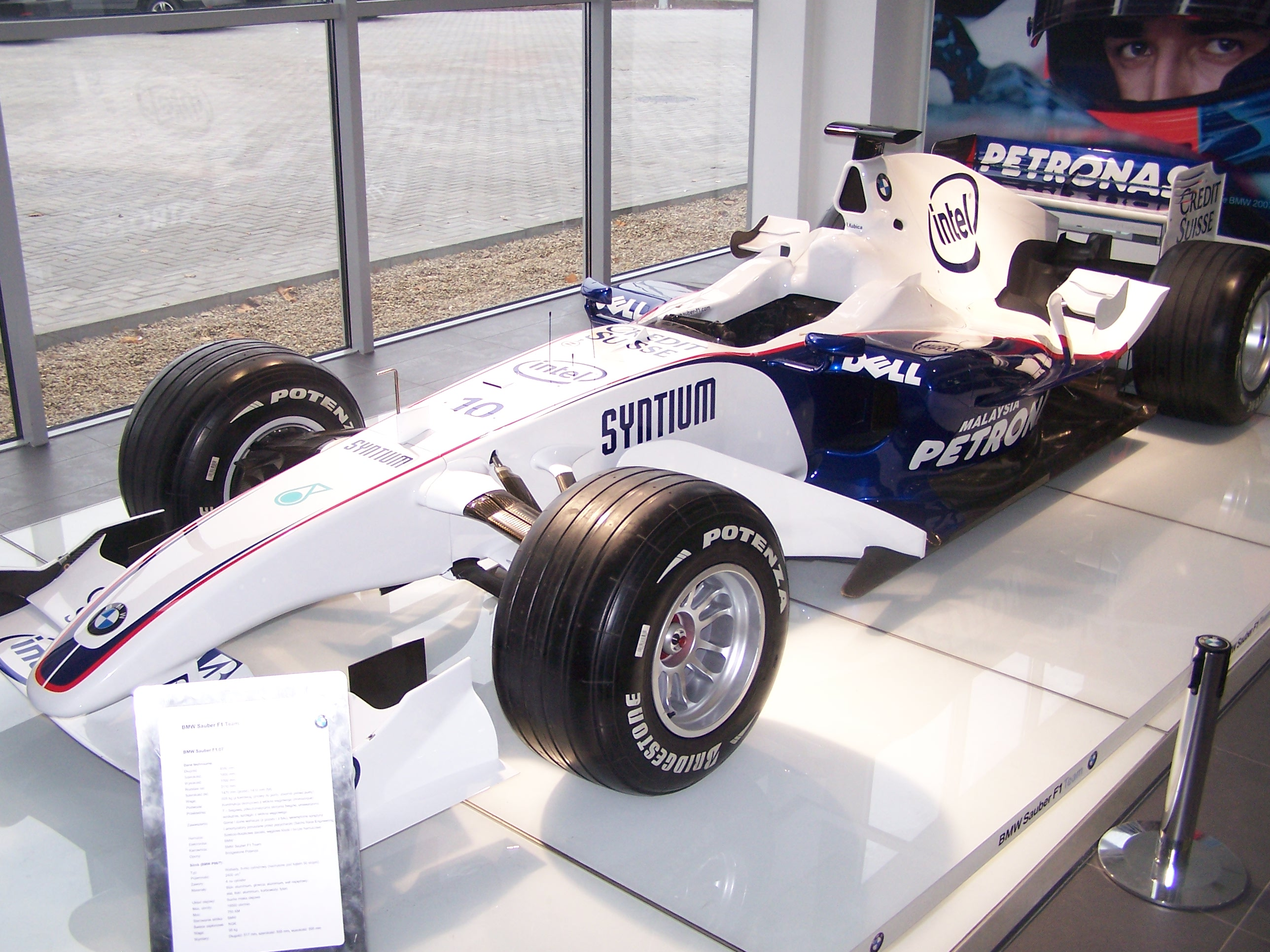
F1.07
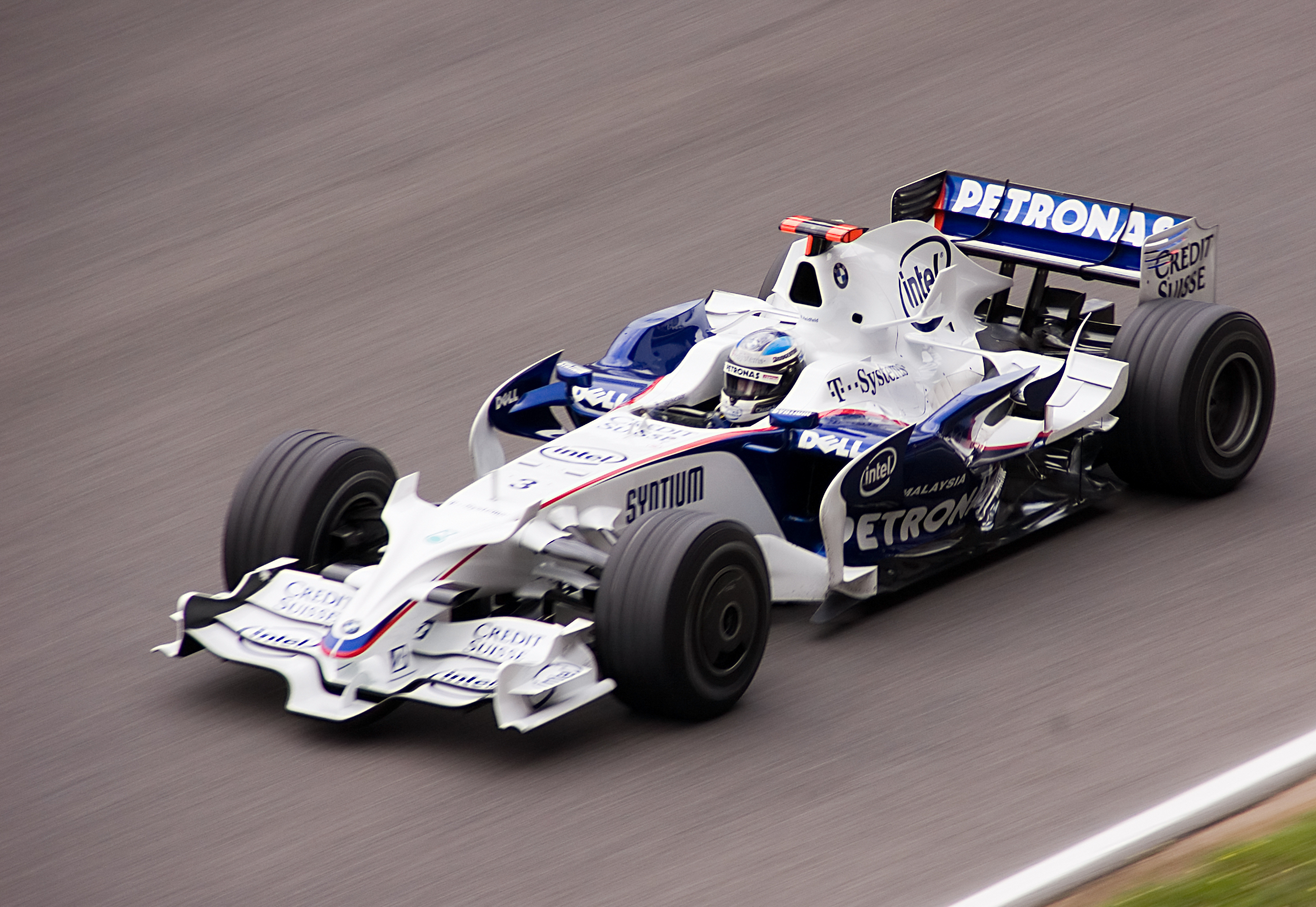
F1.08
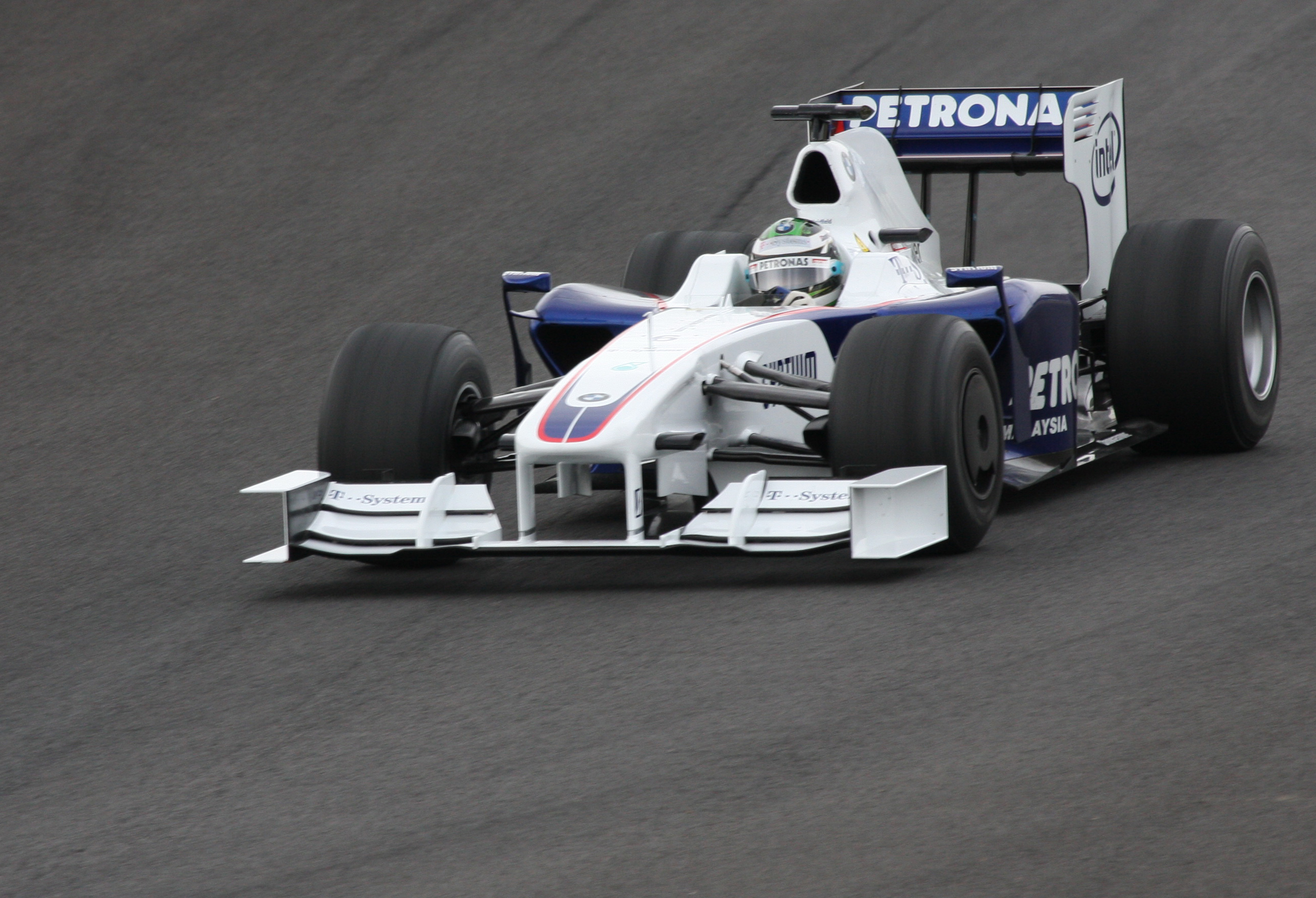
F1.09

## Resultaten
| Resultaat                       |
| ------------------------------- |
| Winnaar                         |
| Tweede plaats                   |
| Derde plaats                    |
| Gefinisht (punten behaald)      |
| Gefinisht (geen punten behaald) |
| Niet geklasseerd (NC)           |
| Uitgevallen (DNF)               |
| Niet gekwalificeerd (DNQ)       |
| Gediskwalificeerd (DSQ)         |
| Niet gestart (DNS)              |
| Gewond (INJ)                    |
| Uitgesloten (EX)                |
| Teruggetrokken (WD)             |
| Niet deelgenomen (blanco cel)   |
| P Pole position                 |
| S Snelste ronde                 |

| Jaar | Chassis | Motor        | Banden | Coureurs           | 1   | 2   | 3   | 4   | 5   | 6   | 7   | 8   | 9   | 10  | 11  | 12  | 13  | 14  | 15  | 16  | 17  | 18  | Punten | WK plaats |
| ---- | ------- | ------------ | ------ | ------------------ | --- | --- | --- | --- | --- | --- | --- | --- | --- | --- | --- | --- | --- | --- | --- | --- | --- | --- | ------ | --------- |
| 2006 | F1.06   | BMW P86 V8   | M      |                    | BHR | MAL | AUS | SMR | EUR | SPA | MON | GBR | CAN | USA | FRA | DUI | HON | TUR | ITA | CHN | JPN | BRA | 36     | 5e        |
| 2006 | F1.06   | BMW P86 V8   | M      | Nick Heidfeld      | 12  | DNF | 4   | 13  | 10  | 8   | 7   | 7   | 7   | DNF | 8   | DNF | 3   | 14  | 8   | 7   | 8   | 17† | 36     | 5e        |
| 2006 | F1.06   | BMW P86 V8   | M      | Jacques Villeneuve | DNF | 7   | 6   | 12  | 8   | 12  | 14  | 8   | DNF | DNF | 11  | DNF |     |     |     |     |     |     | 36     | 5e        |
| 2006 | F1.06   | BMW P86 V8   | M      | Robert Kubica      |     |     |     |     |     |     |     |     |     |     |     |     | DSQ | 12  | 3   | 13  | 9   | 9   | 36     | 5e        |
| 2007 | F1.07   | BMW P86/7 V8 | B      |                    | AUS | MAL | BHR | SPA | MON | CAN | USA | FRA | GBR | EUR | HON | TUR | ITA | BEL | JPN | CHN | BRA |     | 101    | Zilver    |
| 2007 | F1.07   | BMW P86/7 V8 | B      | Nick Heidfeld      | 4   | 4   | 4   | DNF | 6   | 2   | DNF | 5   | 6   | 6   | 3   | 4   | 4   | 5   | 14† | 7   | 6   |     | 101    | Zilver    |
| 2007 | F1.07   | BMW P86/7 V8 | B      | Robert Kubica      | DNF | 18  | 6   | 4   | 5   | DNF |     | 4   | 4   | 7   | 5   | 8   | 5   | 9   | 7   | DNF | 5   |     | 101    | Zilver    |
| 2007 | F1.07   | BMW P86/7 V8 | B      | Sebastian Vettel   |     |     |     |     |     |     | 8   |     |     |     |     |     |     |     |     |     |     |     | 101    | Zilver    |
| 2008 | F1.08   | BMW P86/8 V8 | B      |                    |     |     |     |     |     |     |     |     |     |     |     |     |     |     |     |     |     |     |        |           |
| 2008 | F1.08   | BMW P86/8 V8 | B      |                    | AUS | MAL | BHR | SPA | TUR | MON | CAN | FRA | GBR | DUI | HON | EUR | BEL | ITA | SIN | JPN | CHN | BRA | 135    | Brons     |
| 2008 | F1.08   | BMW P86/8 V8 | B      | Nick Heidfeld      | 2   | 6S  | 4   | 9   | 5   | 14  | 2   | 13  | 2   | 4S  | 10  | 9   | 2   | 5   | 6   | 9   | 5   | 10  | 135    | Brons     |
| 2008 | F1.08   | BMW P86/8 V8 | B      | Robert Kubica      | DNF | 2   | 3P  | 4   | 4   | 2   | 1   | 5   | DNF | 7   | 8   | 3   | 6   | 3   | 11  | 2   | 6   | 11  | 135    | Brons     |
| 2009 | F1.09   | BMW P86/9 V8 | B      |                    |     |     |     |     |     |     |     |     |     |     |     |     |     |     |     |     |     |     |        |           |
| 2009 | F1.09   | BMW P86/9 V8 | B      |                    | AUS | MAL | CHN | BHR | SPA | MON | TUR | GBR | DUI | HON | EUR | BEL | ITA | SIN | JPN | BRA | ABU |     | 36     | 6e        |
| 2009 | F1.09   | BMW P86/9 V8 | B      | Robert Kubica      | 14† | DNF | 13  | 18  | 11  | DNF | 7   | 13  | 14  | 13  | 8   | 4   | DNF | 8   | 9   | 2   | 10  |     | 36     | 6e        |
| 2009 | F1.09   | BMW P86/9 V8 | B      | Nick Heidfeld      | 10  | 2‡  | 12  | 19  | 7   | 11  | 11  | 15  | 10  | 11  | 11  | 5   | 7   | DNF | 6   | DNF | 5   |     | 36     | 6e        |

‡ Er zijn alleen halve punten toegekend omdat minder dan 75% van de race afstand is gereden.
† — Coureur is niet gefinisht in de GP, maar heeft wel 90% van de race-afstand afgelegd, waardoor hij als geklasseerd genoteerd staat.